# Chyna
Joan Marie Laurer, meglio conosciuta come Chyna (Rochester, 27 dicembre 1969 – Redondo Beach, 20 aprile 2016), è stata una wrestler, culturista e attrice pornografica statunitense, nota per i suoi trascorsi nella World Wrestling Federation tra il 1997 e il 2001.
Nota per aver lottato nella World Wrestling Federation tra il 1997 e il 2001 con il ring name Chyna, le fu assegnato anche il soprannome "La nona meraviglia del mondo" (l'ottava era André the Giant). Iniziò la propria carriera nella WWF come guardia del corpo di Triple H, ma i due si fidanzarono poco dopo anche nella vita reale. Entrambi erano membri della D-Generation X, stable di cui fecero parte anche diversi altri wrestler.
Chyna fu la prima donna della WWF a lottare a tempo pieno nella divisione maschile. Fu inoltre la prima donna ad aggiudicarsi un posto all'interno della Royal Rumble, al torneo King of the Ring e a competere per il WWF Championship. Nel 1999 diventò la prima – e tuttora unica – donna a vincere l'Intercontinental Championship: riuscì nell'impresa per due volte. In una circostanza si aggiudicò anche il Women's Championship, prima di lasciare la compagnia.
Celebre la storyline con Eddie Guerrero in cui quest'ultimo la definì la sua ''Mamacita'', la coppia si rivelò un vero successo tanto da diventare il team più amato del 2000. Chyna ricordò quell'anno con Eddie Guerrero, visto le reali problematiche con Triple H e Stephanie, come il più bello e spensierato della sua carriera. Tra i due nacque una grandissima amicizia nella vita reale che continuò anche dopo il suo abbandono in WWE.
Nel 2001, il suo contratto non fu rinnovato e si ritiene che una delle ragioni potesse essere anche il suo ormai concluso rapporto romantico con Triple H: quest'ultimo, infatti, era ormai sentimentalmente impegnato con Stephanie McMahon, figlia del proprietario della federazione Vince, e che la donna non volesse concorrenti in amore alla WWE. Ufficialmente Chyna lasciò il mondo del wrestling nel 2004, ma rientrò a farne parte nel 2011, con un breve stint nella Total Nonstop Action (TNA).
Fuori dal mondo del wrestling, Chyna apparve per due volte sulla rivista Playboy oltre che in numerosi film e show televisivi. Nel 2005 partecipò al reality show The Surreal Life, che la portò a lavorare ancora per la stessa rete televisiva, nello spin-off The Surreal Life: Fame Games (2007) e in Celebrity Rehab with Dr. Drew (2008). È conosciuta anche per la relazione con Sean Waltman, meglio noto come X-Pac, e i due furono anche protagonisti di un filmato hard amatoriale che fu poi messo in vendita nel 2004 con il titolo 1 Night in China. A seguito del buon successo riscosso dal video, a partire dal 2011 intraprende una vera e propria carriera da pornostar recitando nel film Backdoor to Chyna.

## Biografia

### Gli inizi
Nacque a Rochester, da Janet e Joe Laurer, con il nome di Joan Marie Laurer (nel 2007 presentò i documenti per cambiare legalmente il suo nome in Chyna) e aveva due fratelli maggiori, Kathy e Sonny. I genitori divorziano quando Chyna aveva circa quattro anni e si ritrovò ad avere, nel corso del tempo, tre patrigni e una matrigna. Secondo quanto da lei dichiarato uno dei suoi patrigni arrivò a minacciare il suicidio mentre il padre biologico, che una volta colpì accidentalmente sua moglie con un coltello da pane, ebbe problemi con l'alcol. Tra il 1973 e il 1983, Chyna e la sua famiglia si trasferirono diverse volte.
Da bambina suonò sia il violino che il violoncello. All'età di circa dodici anni, raccontò di essere stata baciata da un insegnante molto più anziano e mentre frequentava la Penfield High School, a tredici anni, soffrì di bulimia. Lasciò casa a sedici anni quando sua madre tentò di obbligarla a ricoverarsi in una clinica di riabilitazione dalla droga, piuttosto che permetterle di andare a vivere con il padre biologico. Nello stesso anno sviluppò un tumore alle ovaie, ma non se ne accorse poiché i suoi muscoli erano già molto forti. Concluse le scuole superiori in Spagna. Frequentò poi l'Università di Tampa. In seguito entrò nei Corpi di Pace e fu assegnata al Guatemala.
Una volta rientrata dall'estero svolse diversi lavori: fu una cameriera in uno strip club, cantante di un gruppo musicale e lavorò in una chat line a pagamento. In seguito svolse un corso di sei settimane per diventare assistente di volo. Mentre si stava dirigendo all'aeroporto per il primo volo fu coinvolta in un incidente stradale e rimase in ospedale per quattro giorni. Si ruppe la caviglia, il naso, subì lacerazioni al volto ed ebbe problemi alla schiena. Dopo aver recuperato lavorò con la sorella come venditrice di cercapersone, ma nel frattempo erano entrambe anche danzatrici del ventre.
Terminato il college, Chyna cominciò a partecipare a concorsi di fitness. Nel 1996 fece parte di uno di questi, riservato alla zona di New York. A causa delle sue dimensioni fisiche, molto superiori a quelle delle altre donne, terminava spesso i concorsi all'ultimo posto.

### Circuito indipendente (1995–1997)
Chyna si allenò alla palestra di wrestling di Killer Kowalski, a Malden, diventando la prima allieva femminile. Nel 1995 sostenne il primo incontro: il suo avversario fu un uomo vestito da donna. Mentre frequentava la scuola di Kowalski lottò nel circuito indipendente con il nome di Joanie Lee. Alcuni dei suoi primi match furono preparati da The Fabulous Moolah.
La Laurer incontrò Triple H e Shawn Michaels, wrestler della WWF, al termine di uno show di wrestling del 1996. I due, dopo averne visto alcuni video, decisero di portarla nella WWF e lanciarla come guardia del corpo. Vince McMahon, inizialmente, non voleva metterla sotto contratto poiché riteneva che il pubblico non considerasse credibile un incontro tra un uomo e una donna. Mentre attendeva una risposta dalla WWF, la Laurer fu contattata dalla World Championship Wrestling (WCW), che voleva farne l'unico membro femminile del New World Order. Inizialmente accettò quest'offerta, ma ci ripensò quando Shane McMahon le confidò che stava per essere assunta nella WWF. Kowalski, suo ex allenatore, dichiarò di aver permesso la sua assunzione nella WWF riferendo a Shane McMahon dell'interessamento della WCW nei confronti della ragazza.

### World Wrestling Federation (1997–2001)

#### D-Generation X (1997–1999)

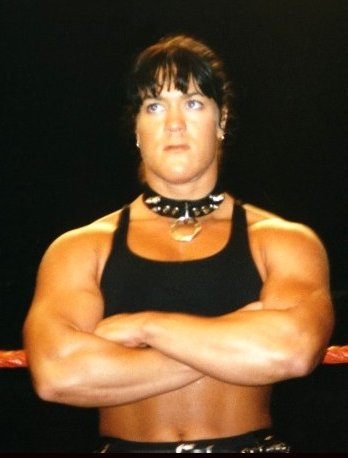
Chyna come rinforzo della D-Generation X.

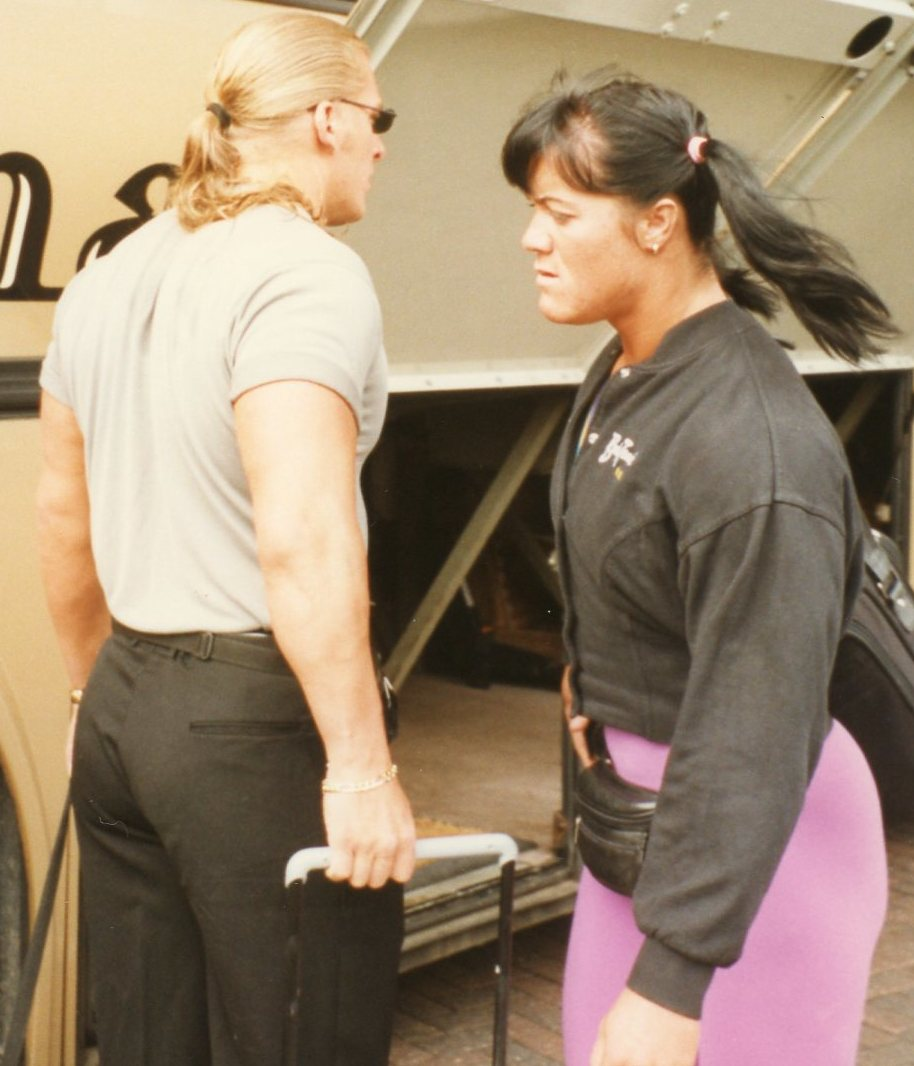
Chyna e Triple H nel 1997

Vince McMahon cambiò così idea e decise di assumere la Laurer, che debuttò nella WWF il 16 febbraio 1997, in occasione del pay-per-view In Your House 13: Final Four; il suo personaggio si trovava tra i tifosi a bordo ring, per poi tentare di strangolare Marlena, che faceva la valletta di Goldust, impegnato in un incontro contro Triple H, che allora lottava col ring name completo Hunter Hearst Helmsley.
Le fu successivamente scelto il nome Chyna: si tratta di un gioco di parole tra la delicata e fragile porcellana (in inglese, fine china) e l'aspetto duro del suo personaggio.
Il suo ruolo iniziale fu quello di rinforzo e guardia del corpo di Hunter Hearst Helmsley prima e di tutta la D-Generation X poi. Aiutò spesso Triple H (all'epoca uno dei "cattivi" in rampa di lancio) ad ottenere delle vittorie, spesso interagendo fisicamente con i suoi avversari e colpendoli con degli illegali pugni o calci nei testicoli. La prima vittima fu il malcapitato Mankind, nel match del 10 maggio 1997 disputato a Shotgun Saturday Night: mentre stava eseguendo la sua caratteristica Mandible Claw su Triple H, venne messo al tappeto da Chyna, prima con un pugno da dietro, poi con un calcio frontale, entrambi colpi diretti ai genitali. Nei mesi seguenti Triple H continuò la sua rivalità contro Mankind e Chyna lo aiutò in più occasioni: in particolare l'8 giugno 1997 le sue interferenze furono fondamentali nella vittoria della finale del torneo King of the ring. La ragazza venne invece sfavorita dalla stipulazione del match di Summerslam, infatti i due lottatori si affrontarono in uno Steel Cage Match e ad uscirne vincitore fu Mankind, nonostante Chyna avesse bloccato un suo tentativo di fuga dalla gabbia attraverso un pugno nelle parti intime e avesse poi tentato in ogni modo di sfavorirlo.
Nel frattempo, lontano dalle telecamere, i wrestler di sesso maschile erano titubanti nel concedere spazio in televisione ad una lottatrice di soli 27 anni e dal fisico così potente. In seguito allo Screwjob di Montréal Chyna divenne un'alleata anche di Shawn Michaels e nella puntata di Raw del 23 novembre colpì Jim Neidhart, esponente storico della Hart Foundation, ai testicoli, per consentire a Michaels e Triple H di effettuare su di lui un pestaggio. 
Nel dicembre 1997 Triple H affrontò la leggenda Sgt. Slaughter al Pay-per-view D-Generation X: In Your House e vinse solo grazie ad un calcio sotto la cintura messo a segno dalla ragazza. I numerosi e ben presto iconici colpi bassi della lottatrice consegnarono a Triple H alcune delle vittorie più importanti ottenute nel 1998, come quella contro Owen Hart a WrestleMania XIV, con in palio il titolo di campione europeo e quella nel memorabile ladder match di Summerslam contro The Rock. In seguito si prese una pausa dal ring, per sottoporsi a un intervento di chirurgia estetica alla mascella, allo scopo di diminuirne la prorompenza. Nel gennaio del 1999, Chyna fu il trentesimo partecipante alla Royal Rumble, diventando così la prima donna di sempre a prendere parte all'incontro; fu però eliminata da Steve Austin. Chyna passò poi dalla parte di Mr. McMahon e Kane, tradendo Triple H con un low blow e abbandonando la D-Generation X la notte successiva a Raw Is War. Fece coppia con Kane a St. Valentine's Day Massacre: In Your House, vincendo la sfida contro gli ex alleati Triple H e X-Pac. Chyna attaccò Kane con una sedia, mentre questi era impegnato in un match contro Triple H a WrestleMania XV; la ragazza sembrò così in procinto di riunirsi alla D-Generation X. Triple H e Chyna, tuttavia, tradirono la stable attaccandone il membro X-Pac, impegnato in una sfida contro Shane McMahon, e costandogli la vittoria. Il duo entrò così in una nuova formazione, chiamata "The Corporation", e successivamente nel Corporate Ministry. Quando quest'ultima stable si sciolse, Chyna restò al fianco di Triple H.

#### Intercontinental Champion (1999–2000)
Nel giugno del 1999, Chyna diventò la prima donna a partecipare al torneo King of the Ring: eliminò Val Venis, per poi essere sconfitta da Road Dogg. Fu la prima donna a diventare sfidante al WWF Championship, ma Mankind le chiese di mettere in palio contro di lui la title-shot appena ottenuta, non solo in segno di riconoscenza per averla aiutata nel suo match di qualificazione contro Triple H, ma millantando anche una reciproca attrazione sessuale: la risposta della ragazza fu tutta in un violento colpo basso assestato mentre la leggenda Hardcore si trovava sul paletto a chiamare il pubblico in suo supporto. Venne tuttavia sancito un match ufficiale tra i due, con i palio l'incontro titolato di SummerSlam e Mankind vinse, nonostante numerose scorrettezze subite, low blow inclusi. Successivamente, nello stesso anno, tornò dalla parte dei "buoni" nel corso della faida con Jeff Jarrett. Ebbe la possibilità di vincere l'Intercontinental Championship al pay-per-view Unforgiven, ma la decisione arbitrale fu ribaltata da Tom Prichard e Jarrett mantenne il titolo per squalifica. Chyna tuttavia si vendicò di Prichard colpendolo ai testicoli e con un pedigree. Nel pay-per-view successivo,No Mercy, in quello che fu l'ultimo incontro di Jarrett nella federazione, Chyna vinse il titolo a: diventò la prima e finora unica donna a vincere questo titolo. Chyna si guadagnò anche i servigi della valletta dello sconfitto, Miss Kitty. Chyna dichiarò che Jarrett ricevette da Vince McMahon la somma di 300 000 dollari per apparire al pay-per-view No Mercy; egli infatti non era obbligato a prenderne parte, questo perché il suo contratto era già scaduto prima del pay-per-view ed aveva deciso di non rinnovarlo per poter passare alla rivale World Championship Wrestling. Jarrett inoltre chiese di perdere il titolo in maniera controversa, in modo da rendere meno credibile la sua sconfitta; infatti quest'ultimo schienò Chyna in un primo momento del match, colpendola con il titolo intercontinentale, ma in seguito l'arbitro del match Theodore Long fece ripartire l'incontro, poiché a detta sua la cintura non poteva essere utilizzata come arma per vincere il match (sebbene si trattasse di un incontro senza squalifiche); poco dopo Chyna effettuò lo schienamento vincente e conquistò l'Intercontinental Championship. Tutto ciò avvenne per impedire a Jarrett di lasciare la federazione come WWF Intercontinental Champion, così come successe due anni prima con l'allora WWF Champion Bret Hart. Il 16 ottobre successivo anche il suo contratto giunse alla scadenza e Chyna non ebbe obblighi per apparire al pay-per-view seguente. La sua presenza era però annunciata per il pay-per-view e, nel caso in cui non si fosse fatta vedere, la federazione sarebbe stata contestata per pubblicità ingannevole.
Chyna cominciò una faida con Chris Jericho, sconfiggendolo alle Survivor Series, ma perse il titolo al pay-per-view Armageddon. I due si sfidarono nella puntata di SmackDown! del 28 dicembre, ma il match si concluse in maniera controversa, con i wrestler che si schienarono l'un l'altro. Per questo motivo Stephanie McMahon-Helmsley sfruttò la propria autorità per dichiararli entrambi detentori del titolo. Alla Royal Rumble, Chyna affrontò Jericho in un triple threat match che vedeva coinvolto anche Hardcore Holly: fu Jericho ad uscirne vincitore e a diventare il campione indiscusso. Ciò nonostante, Chyna e Jericho formarono un tag team per un breve periodo.

#### Alleanza con Eddie Guerrero e abbandono (2000–2001)

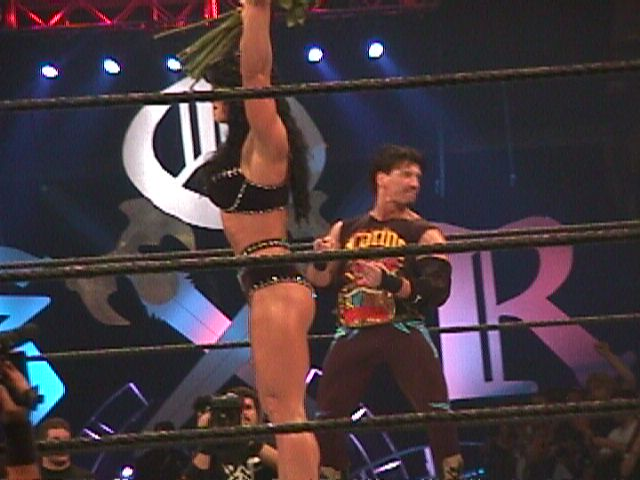
Chyna ed Eddie Guerrero a King of the Ring nel 2000

Non molto tempo dopo aver perso il l'Intercontinental Championship, Chyna diventò la fidanzata di Eddie Guerrero all'interno degli show. I due, originariamente heel, divennero dei beniamini del pubblico nell'estate del 2000, con Guerrero che la definì sua mamacita. La coppia affrontò Val Venis e Trish Stratus in un mixed tag team match e Chyna rivinse il titolo schienando la Stratus. Perse tuttavia il titolo due settimane più tardi in favore di Guerrero in un triple threat match che vide coinvolto anche Kurt Angle. Chyna ed Eddie Guerrero si separarono ufficialmente nel novembre del 2000, quando la ragazza sorprese Guerrero sotto la doccia in compagnia di Victoria e Mandy.
Nello stesso periodo Chyna posò per Playboy. Questo servizio fu portato anche sugli schermi della WWE, con Chyna che fu coinvolta in una storyline assieme ai Right to Censor, stable di wrestler moralmente conservatori e piuttosto rigidi. Poco dopo iniziò una faida con un Ivory, ragazza che faceva parte dei Right to Censor e che era detentrice del Women's Championship. La rivalità culminò con un match alla Royal Rumble: nel corso match, tuttavia, Chyna si infortunò al collo nel tentativo di eseguire un handspring back elbow; l'infortunio faceva parte della kayfabe e, nell'ordine di convincere il pubblico, anche il commentatore Jerry Lawler si alzò dalla sua postazione e andò a sincerarsi delle condizioni di Chyna: l'ultima volta che accadde una cosa del genere si trattò dell'incidente che portò alla morte di Owen Hart. Chyna tornò dal suo "infortunio" dopo qualche tempo e vinse il titolo di Ivory a WrestleMania X-Seven in uno squash match. Dopo aver difeso il titolo in una rivincita contro Ivory a SmackDown! e contro Molly Holly sempre a SmackDownǃ, sconfisse anche Lita a Judgment Day. Nonostante quest'affermazione, il titolo di Chyna fu in seguito reso vacante dalla WWF e riassegnato; questo fu l'ultimo incontro di Chyna nella federazione. Il suo contratto si avviava verso la scadenza e la WWF non glielo rinnovò, ufficialmente per ragioni di carattere economico. Come detto, tuttavia, molti credono che alla base di questa scelta ci fosse la volontà di Stephanie McMahon (ormai impegnata con Triple H nella vita di tutti i giorni) di allontanare un'ex rivale in amore. Lasciò la WWF in data 30 novembre 2001, ma non appariva negli show televisivi già da molti mesi.

### New Japan Pro Wrestling (2002)
La carriera della Laurer lontana dalla WWF fu breve: nel 2002 entrò a far parte della New Japan Pro-Wrestling e fu l'arbitro speciale dell'incontro tra gli Steiner Brothers e il tag team costituito da Hiroshi Tanahashi e Kensuke Sasaki, nel corso delle celebrazioni per il trentesimo anno della federazione. Tra settembre e ottobre dello stesso anno disputò quattro match per la federazione. Dopo aver perso contro Masahiro Chono, in data 14 ottobre, disputò l'ultimo incontro facendo coppia con il falso Great Muta, ma i due furono sconfitti da Hiroshi Tanahashi e Kenzo Suzuki. La Laurer raggiunse anche un accordo con la Total Nonstop Action Wrestling, ma non poté rispettare il contratto a causa di una polmonite.

### Total Nonstop Action Wrestling (2011)
Il 3 maggio 2011, mentre si registrava la puntata di Impact! del 12 maggio, Chyna effettuò il suo debutto nella TNA, venendo introdotta da Mick Foley. Venne presentata come socia d'affari di Kurt Angle, nonché suo tag team partner in vista del match di Sacrifice, dove avrebbero affrontato Jeff Jarrett e Karen Angle. Nelle stesse registrazioni partecipò a una battle royal, ma fu eliminata da Jarrett. Secondo quanto riportato, Chyna non firmò alcun contratto con la TNA, ma si limitò ad apparire alle registrazioni sulla base di una stretta di mano. Chyna portò la vittoria al suo team a Sacrifice sottomettendo Karen Angle.

## Altre attività

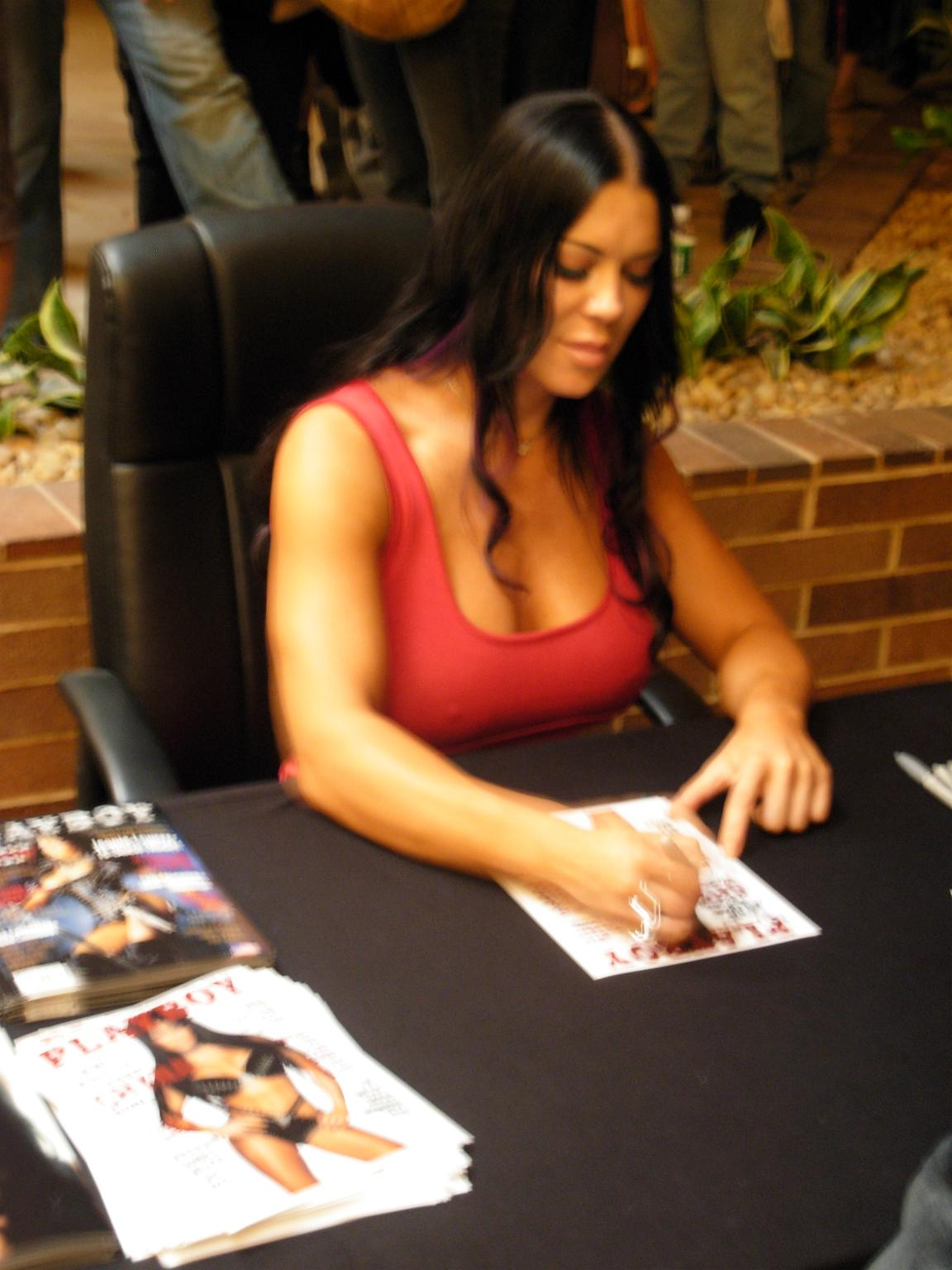
Chyna nel 2007 mentre autografa delle sue foto apparse su Playboy

Dopo aver lasciato la WWE, la Laurer non poté utilizzare il nome Chyna poiché si trattava di un marchio registrato dalla federazione. Per questo motivo iniziò a farsi chiamare Chynna Doll nelle sue apparizioni pubbliche.
Fuori dal mondo del wrestling, nel 2000 e nel 2002 posò nuda per la rivista Playboy e comparve in un documentario della rivista intitolato Joanie Laurer da superstar del wrestling a Principessa Guerriera (Joanie Laurer Nude: Wrestling Superstar to Warrior Princess). Nel 2001 rilasciò inoltre una sua autobiografia intitolata If They Only Knew. Apparve inoltre numerosi film e show televisivi. Nel 2005 partecipò al reality show The Surreal Life, che la portò a lavorare ancora per la stessa rete televisiva, nello spin-off The Surreal Life: Fame Games (2007) e in Celebrity Rehab with Dr. Drew (2008).

### Carriera pornografica
Nel 2004 girò con il wrestler Sean Waltman, suo fidanzato dell'epoca, un filmato hard amatoriale che fu poi messo in vendita con il titolo 1 Night in China. Il video vendette oltre 100 000 copie e una percentuale dei profitti andò sia a Waltman che alla Laurer. Quest'ultima, tuttavia, dichiarò di non aver ricevuto soldi per il video. Chyna recitò poi, fino al 2013, in altri sei film porno tra cui Backdoor to Chyna, Chyna Is Queen Of The Ring e The Avengers XXX: A Porn Parody (dove interpretò il ruolo di She-Hulk nella parodia porno del celebre fumetto Marvel). Uno spin-off incentrato sul personaggio di She-Hulk e intitolato She-Hulk XXX venne distribuito in video nell'aprile 2013.
Nel 2006 ottenne l'AVN Awards nella categoria Best Selling Title of the Year per il film 1 Night in China e nel 2012 l'AVN Awards per la categoria Best Celebrity Sex Tape con il film Backdoor to Chyna.

## Morte
La notte tra il 20 e il 21 aprile 2016 viene ritrovata morta all'età di 46 anni nella sua residenza a Redondo Beach, in California, adagiata prona sul letto con sangue e schiuma fuoriusciti da naso e bocca. L'autopsia ha indicato come causa della morte un'overdose accidentale di tranquillanti, pillole per il sonno e alcolici.
Il suo corpo è stato in seguito cremato, e le ceneri sparse nell'Oceano Pacifico.

## Vita privata
Dal 1996 al 2000 fu fidanzata con il wrestler Paul Michael Levesque, meglio noto come Triple H. Inizialmente nascosero la loro relazione agli addetti ai lavori, poiché la Laurer temeva che essi potessero pensare che "si fosse conquistata la carriera con il letto". I due vissero assieme per qualche tempo.
Agli inizi del 2003 ebbe invece una relazione tumultuosa con Sean Waltman, meglio noto come X-Pac. I due si fidanzarono e si lasciarono diverse volte fino al 2005. Nel gennaio 2005 la Laurer fu arrestata per violenza domestica, avendo presumibilmente picchiato Waltman.
Le protesi mammarie di Chyna furono fatte su misura per lei, dopo che le prime si ruppero nel corso di un match di wrestling. Si lamentò anche con il chirurgo plastico, sostenendo che le loro protesi più grandi non erano accettabili, considerato ciò che desiderava. Questi impianti furono successivamente commercializzati con il nome Chyna 2000s, un modello di protesi particolarmente adatto per le culturiste. La Laurer dichiarò di aver pagato 6 000 dollari per quest'intervento.

## Personaggio

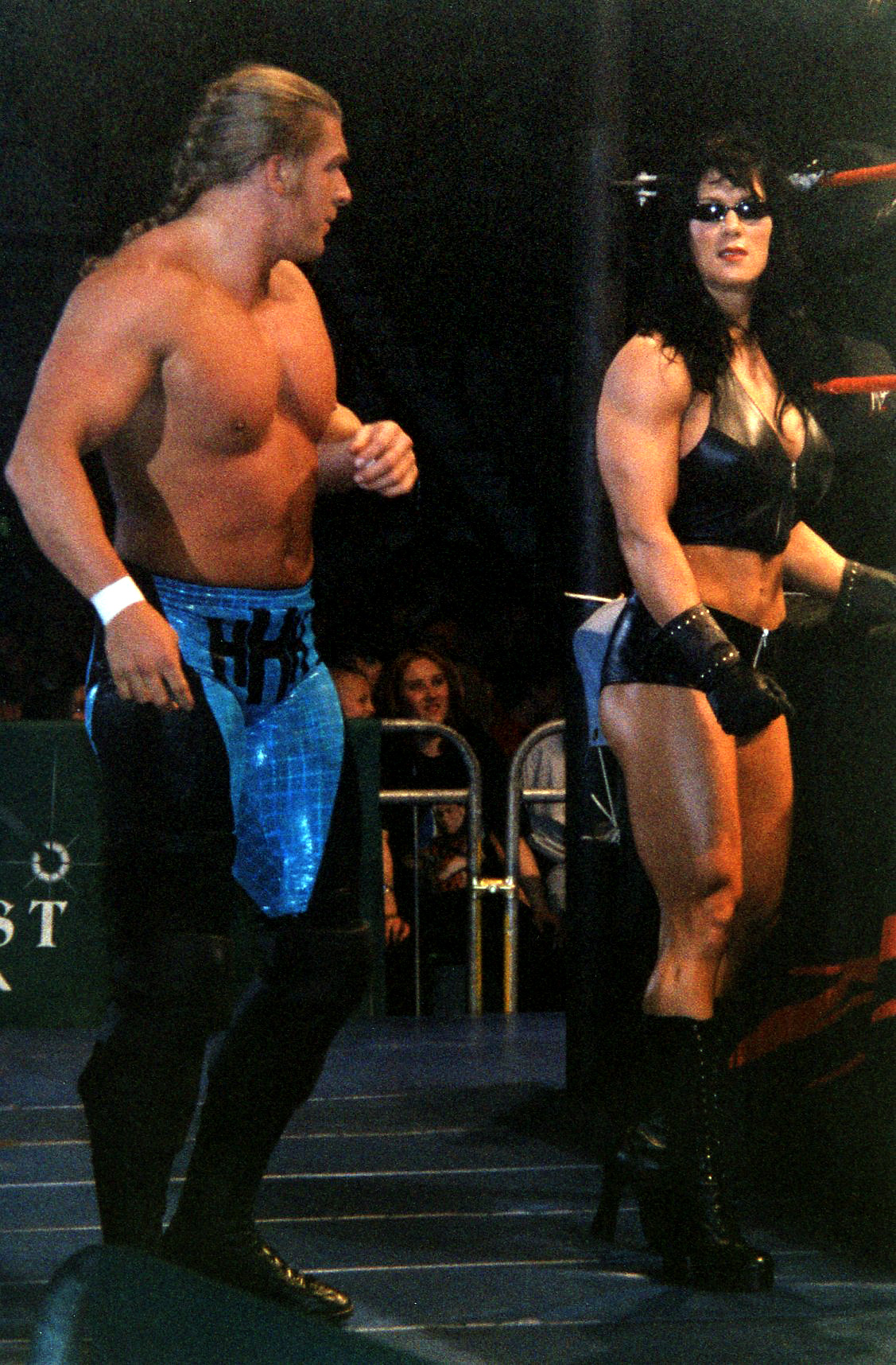
Chyna e Triple H

### Mosse finali
- DDT
- Gorilla press slam
- Pedigree (Double underhook facebuster)
- Powerbomb
- Sleeper slam
- Low blow

### Wrestler di cui è stata manager
- Billy Gunn
- Eddie Guerrero
- Triple H

### Soprannomi
- "The Ninth Wonder of The World"

## Titoli e riconoscimenti
- International Wrestling Federation
  - IWF Women's Championship (1)
- Pro Girls Wrestling Association
  - Rookie of the Year (1996)
- Pro Wrestling Illustrated
  - 106ª tra i 500 migliori wrestler (2000)
- World Wrestling Federation/Entertainment
  - WWF Intercontinental Championship[n 1] (2)
  - WWF Women's Championship (1)
  - WWE Hall of Fame (Classe del 2019) – come membro della D-Generation X

1. ↑  Chyna ha tecnicamente detenuto il titolo per tre volte, la seconda volta insieme a Chris Jericho, ma la WWE non riconosce tale regno e considera il titolo vacante durante quel periodo.

## Apparizioni

### Libri
- Chyna: If They Only Knew, Harper Collins, New York, 2001 ISBN 0-00-712765-0

### Film
- Beyond the Mat (1999)
- Chyna Fitness (2000)
- Alien Fury: Countdown to Invasion (2001)
- On the Line (2001)
- Frank McKlusky, C.I. (2002)
- Joanie Laurer Warrior Princess (2002)
- Hunter: Back in Force (2003)
- Alien Tracker (2003)
- 101 Reasons Not to Be a Pro Wrestler (2005)
- Just Another Romantic Wrestling Comedy (2005)
- Illegal Aliens (2006)
- The Last Guy on Earth (2006)
- Cougar Club (2006)
- White T (2013)

### Film pornografici
- 1 Night in China, regia di David Josephs (2004) – video amatoriale hard
- Another Night in Chyna (2009) – video amatoriale hard
- Backdoor to Chyna, regia di B. Skow (2011)
- Chyna Is Queen Of The Ring, regia di B. Skow (2012)
- The Avengers XXX: A Porn Parody, regia di Axel Braun (2012)
- She-Hulk XXX: An Axel Braun Parody, regia di Axel Braun (2013)

### Televisione
- The Martin Short Show – Episodio numero 1.44 (1999)
- Una famiglia del terzo tipo – Episodi: The Big Giant Head Returns Again: Part 1 and 2 (2000), This Little Dick Went to Market (2000)
- Pacific Blue – Episodio: Kidnapped (2000)
- Mad TV – Episodio numero 6.5 (2000)
- MTV Cribs – Episodio: numero 13: Laurer, Tony Hawk, e Usher (2000)
- Tracker – Episodi: Remember When (2001), Pilot (2002)
- Sabrina, vita da strega – Episodio: Driving Mr. Goodman (2002)
- The Nick Cannon Show – Episodio: Nick Takes Over Fitness (2002)
- Relic Hunter – serie TV, episodio 3x15 (2002)
- Whose Line Is It Anyway? – Episodio numero 5.8 (2002)
- Celebrity Boxing 2 (2002)
- The Anna Nicole Show – Episodio: The Anna Nicole Show Holiday Special (2002)
- The Surreal Life (2005)
- My Fair Brady (2006)
- The Surreal Life: Fame Games (2007)
- The Tyra Banks Show (2007)

### DVD dedicati a Chyna
- Chyna Fitness: More Than Meets The Eye (2000)[68]
- D-Generation X (2006)[69] – come membro della D-Generation X

### Nei videogiochi
- WWF Attitude (1999)
- WWF WrestleMania 2000 (1999)
- WWF SmackDown! (2000)
- WWF No Mercy (2000)
- WWF SmackDown! 2: Know Your Role (2000)
- WWE 2K20 (2019)
- WWE 2K22 (2022)